# Банзрагчийн Оюнсурен
Банзрагчийн Оюнсурен (монг. Банзрагчийн Оюунсүрэн; нар. 6 листопада 1989) —  монгольська борчиня вільного стилю, срібна призерка чемпіонату світу і Азії.

## Життєпис
Боротьбою почала займатися з 2006 року.
Виступала за борцівський клуб «Хангарид» Ерденет. Тренер — Тумендембенед Сухбаатар.

## Спортивні результати на міжнародних змаганнях

### Виступи на Чемпіонатах світу
| Змагання                        | Збірна   | Вагова категорія          | Місце  |
| ------------------------------- | -------- | ------------------------- | ------ |
| Чемпіонат світу з боротьби 2011 | Монголія | жіноча боротьба, до 67 кг | Срібло |

### Виступи на Чемпіонатах Азії
| Змагання                       | Збірна   | Вагова категорія          | Місце  |
| ------------------------------ | -------- | ------------------------- | ------ |
| Чемпіонат Азії з боротьби 2010 | Монголія | жіноча боротьба, до 67 кг | Срібло |

### Виступи на Кубках світу
| Змагання                    | Збірна   | Вагова категорія          | Місце |
| --------------------------- | -------- | ------------------------- | ----- |
| Кубок світу з боротьби 2009 | Монголія | жіноча боротьба, до 63 кг | 6     |

### Виступи на інших змаганнях
| Змагання                                        | Збірна   | Вагова категорія          | Місце  |
| ----------------------------------------------- | -------- | ------------------------- | ------ |
| Золотий Гран-прі з боротьби 2010 (Красноярськ)  | Монголія | жіноча боротьба, до 67 кг | Бронза |
| Чемпіонат світу з боротьби серед студентів 2010 | Монголія | жіноча боротьба, до 67 кг | Бронза |
| Klippan Lady Open 2011                          | Монголія | жіноча боротьба, до 67 кг | Бронза |
| Відкритий кубок Монголії з боротьби 2012        | Монголія | жіноча боротьба, до 67 кг | Срібло |